# Eusebio Juaristi
Eusebio Juaristi Cosío (Santiago de Querétaro, Querétaro, 21 de diciembre de 1950) es un químico, investigador y académico mexicano. Se ha especializado en la fisicoquímica orgánica, el análisis conformacional, y la estereoquímica. Se le considera uno de los líderes mundiales en el estudio del efecto anomérico.

## Estudios
Obtuvo la licenciatura en Ciencias Químicas en el Instituto Tecnológico y de Estudios Superiores de Monterrey (ITESM) en 1974. Realizó un doctorado en la Universidad de Carolina del Norte en Chapel Hill el cual concluyó en 1977.

## Científico
Investigador del Centro de Investigación y de Estudios Avanzados (Cinvestav)  Los resultados de la investigación sobre síntesis asimétrica o síntesis enantioselectiva y que además forman parte de las principales áreas de investigación de fueron publicados en las prestigiadas revistas internacionales como el Journal of Organic Chemistry y otras a nivel mundial. 

## Investigador y académico
Trabajó como investigador en la Universidad de California en Berkeley de 1977 a 1978  y en la compañía Syntex en Palo Alto, California de 1978 a 1979. Regresó a la Ciudad de México para integrarse como profesor  e investigador en el Departamento de Química del Centro de Investigación y de Estudios Avanzados del Instituto Politécnico Nacional (Cinvestav).  Ha sido profesor visitante en la Escuela Politécnica Federal de Zúrich (ETH) de 1985 a 1986 y de 1992 a 1993, así como de la Universidad de California en Berkeley de 1999 a 2000 y de la Universidad RWTH-Aachen en Alemania de mayo a julio de 2013.
Es Investigador Nacional Emérito del Sistema Nacional de Investigadores de México desde 2016. Fue miembro del Consejo Directivo de la Academia Mexicana de Ciencias de 2000 a 2001. Ingresó a El Colegio Nacional el 13 de febrero de 2006 con los discursos "Un camino marcado por la curiosidad, la obstinación y la casualidad" y "La química en México: retos en su enseñanza, en investigación científica y en desarrollo tecnológico", los cuales fueron contestados por Leopoldo García-Colín Scherer. Fue nombrado vicepresidente de la Sociedad Química de México de 2007 a 2009 y presidente de 2009 a 2011. Electo “Fellow (Miembro Honorario) de la American Chemical Society” por excelencia en investigación química y por servicio a la sociedad, 2009. Nombrado "Fellow" (Miembro Honorario) de la International Union of Pure and Applied Chemistry (IUPAC), como un reconocimiento a "past service to the Union", 2016. Nombrado Investigador Nacional Emérito, Sistema Nacional de Investigadores, CONACYT, 12 de diciembre de 2016. 

## Premios y distinciones
- Premio de Investigación, otorgado por la Academia de la Investigación Científica en 1988.
- Premio "Manuel Noriega"", otorgado por la Organización de los Estados Americanos en 1990.
- Reconocimiento al mérito por el Consejo Nacional de Ciencia y Tecnología (Conacyt) de México en 1990.
- Premio Nacional de Química “Andrés Manuel del Río”,  otorgado por la Sociedad Química de México en 1995.
- Premio Nacional de Ciencias y Artes en el área de Ciencias Físico-Matemáticas y Naturales, otorgado por el Gobierno Federal de México en 1998.
- Fellow (miembro honorario) de la American Chemical Society en 2009.
- Profesor Emérito del Centro de Investigación y de Estudios Avanzados del Instituto Politécnico Nacional (Cinvestav) en 2009.
- Presidente de la Sociedad Química de México, 2009-2011
- Miembro Titular de la Academia Mexicana de Ciencias 2012
- Premio Georg Forster 2012 de la Fundación Alexander von Humboldt (Alemania).
- nombrado “Fellow” (Miembro Honorario) de la International Union of Pure and Applied Chemistry (IUPAC) como reconocimiento a “past service to the Union 2016
- Nombrado ganador del "Premio Heberto Castillo, Por una Ciudad con Ciencia 2019", Secretaría de Educación, Ciencia, Tecnología e Innovación, Gobierno de la Ciudad de México, 2019.
- Seleccionado como "Edward Laroque Tinker Visiting Professor" en la Universidad de Stanford, California, abril-junio de 2020.
- Editor invitado (junto con Harald Groeger y Jaime Escalante) de un número especial de la revista "Catalysts" (MDPI, Suiza) dedicado a la resolución enzimática de compuestos quirales, a partir de octubre de 2020.
- Premio Crónica 2023 en el área Académica [6]

## Obras publicadas
Ha sido autor o coautor de 457 publicaciones en el área de química, de los cuales 248 corresponden a trabajos de investigación original. Ha escrito 44 capítulos de libros, 33 libros, artículos de revisión, artículos de docencia  y artículos de difusión, entre ellos destacan:
- "Recent Studies of the Anomeric Effect" en Tetrahedron Report N°315, coatuor en 1992.
- "Enantioselective Synthesis of Beta-Amino Acids" en Aldrichim. Acta 27, en 1994.
- "Aportaciones desde México a la síntesis asimétrica y al análisis conformacional de moléculas" en Ciencia y Desarrollo en 1994.
- Conformational Behaivor of Six-Memebred Rings, editor en 1995.
- The Anomeric Effect, coautor en 1995.
- "Moléculas que rompen las leyes del análisis conformacional", en Avance y Perspectiva en 1997.
- Desarrollo y aplicación de la química en el siglo XXI" en Educación Química en 1999.
- "El desarrollo de la química en México en el siglo XX", en la Revista de la Sociedad Química de México en 2001.
- "Manifestations of Stereoelectronic Interactions in C-H One Bond Coupling Contants", publicado en Accounts of Chemical Research por la American Chemical Society en 2007.
- Recent Developments in Physical Chemistry, coautor en 2008.
- "Recent Developments in the Synthesis of b-Amino Acids", en Amino Acids, Peptides and Proteins in Organic Chemistry, en 2009.
- "Recent Applications of Mechanochemistry in Enantioselective Synthesis",  Tetrahedron Lett. Digest  2019.
- "De la Estructura Atómica a la Quiralidad. Algunos Conceptos de la Química",  El Colegio Nacional: México (2020).

Adicionalmente ha sido miembro de los consejos editoriales de varias revistas de química, como de la Revista Latinoamericana de Química, la Revista de la Sociedad Química de México, de la Heteroatom Chemistry, de Avance y Perspectiva, de Enantiomer, de Anales de Química, de Current Topics in Medicinal Chemistry, de Advances in Physical Organic Chemistry, del Journal of Physical Organic Chemistry, del Journal of the Brazilian Chemical Society y de Accounts of Chemical Research.
- “A Green Synthesis of ,- and ,-Dipeptides under Solvent-Free Conditions”, J. Org. Chem., 75, 7107-7111 (2010).
- “Asymmetric Aldol Reaction Organocatalyzed by (S)- Proline-Containing Dipeptides: Improved Stereoinduction under Solvent-Free Conditions”, J. Org. Chem., 76, 1464-1467 (2011).
- “Recent Efforts Directed to the Development of More Sustainable Asymmetric Organocatalysis”, Chem. Commun., 48, 5396-5409 (2012).
- “Looking for Treasure in Stereochemistry-Land. A Path Marked by Curiosity, Obstinacy and Serendipity”, J. Org. Chem. Perspective, 77, 4861-4884 (2012).
- "Organocatalytic Activity of α,α-Dipeptide Derivatives of (S)-Proline in the Asymmetric Aldol Reaction in Absence of Solvent. Evidence for Non-Covalent π-π Interactions in the Transition State", Tetrahedron Lett., 56, 1144-1148 (2015).
- “Theoretical Examination of the S-C-P Anomeric Effect”, J. Org. Chem., 80, 2879-2883 (2015).
- "In Search of Diamine Analogs of the α,α-Diphenylprolinol Priviledged Chiral Organocatalyst". Tetrahedron, 72, 379-391 (2016).
- "Synthesis of Ugi-4CR and Passerini-3CR Adducts Under Mechanochemical Activation", Eur. J. Org. Chem., 2016, 1095-1102 (2016).
- "Stereoelectronic Interactions as a Probe for the Existence of the Intramolecular α-Effect", J. Am. Chem. Soc., 139, 10799-10813 (2017).
- "Mechanochemical Synthesis of Dipeptides Using Mg-Al Hydrotalcite as Catalyst Under Solvent-Free Reaction Conditions", Eur. J. Org. Chem., 687-694 (2017).
- "Improving the Catalytic Performance of (S)-Proline as Organocatalyst in Asymmetric Aldol Reactions in the Presence of Solvate Ionic Liquids. Involvement of a Supramolecular Aggregate", Org. Lett., 19, 1108-1111 (2017).
- R)- and (S)-Proline-Derived Chiral Phosphoramides as Organocatalysts for the Enantiodivergent Aldol Reaction of Isatins with Cyclohexanone in the Presence of Water", Synthesis, 50, 1827-1840 (2018).
- "Mechanoenzymatic Resolution of Racemic Chiral Amines, A Green Technique for the Synthesis of Pharmaceutical Building Blocks", Tetrahedron, 74, 6453-6458 (2018).
- Synthesis of a New Chiral Organocatalyst Derived from (S)-Proline Containing a 1,2,4-Triazolyl Moiety and Its Application in the Asymmetric Aldol Reaction. Effect of Water", Tetrahedron Lett., 60, 151128 (2019).
- “Obras 1”, Artículos de Divulgación”, El Colegio Nacional: México (2012).
- “Obras 2, Síntesis Asimétrica”, El Colegio Nacional: México (2013).
- “Obras 3. Fisicoquímica Orgánica”, El Colegio Nacional: México (2013).
- “Obras 4. Síntesis Orgánica y Química Heterocíclica”, El Colegio Nacional: México (2014).
- “Obras 5. Análisis Conformacional y Modelado Molecular”, El Colegio Nacional: México (2014).
- “Obras 6. Síntesis de Aminoácidos, Péptidos y Otros Compuestos con Actividad Biológica”, El Colegio Nacional: México (2014).
- "Obras 7. Reacciones Estereoselectivas y Aplicaciones de la Resonancia Magnética Nuclear", El Colegio Nacional: México (2015).
- "Obras 8. Organocatálisis Asimétrica y Química Verde", El Colegio Nacional: México (2019). ISBN: 978-607-724-347-2.
- "Encyclopedia of Physical Organic Chemistry", Z. Wang (Editor) y U. Wille, E. Juaristi (Editores Asociados), Wiley: New York (2017).
- "La Suite de los Elementos" (E. Juaristi, Coordinador, H. Rasgado, Compositor), El Colegio Nacional: Ciudad de México (2017).
- “Useful Chemical Activation Alternatives in Solvent-Free Organic Reactions”, en ”Comprehensive Organic Synthesis”, Second Edition, Vol. 9, Oxford: Elsevier (2014); pp. 287-314.
- “Asymmetric Organocatalytic Reactions Under Ball Milling”, Royal Society of Chemistry: Cambridge, UK, (2015); capítulo 4, pp. 81-95.
- "Synthesis of Diazaphosphol-2-oxides and Their Derivatives: Applications in Asymmetric Synthesis", en "Targets in Heterocyclic Systems", O.A. Attanasi, Editor, Italian Chemical Society, Volumen 23, Capítulo 16, pp 324-339 (2019).
- "The Diamino Analogs of Privileged Corey-Bakshi-Shibata and Jorgensen-Hayashi Catalysts. A Comparison of Their Performance", Synthesis, 48, 3890-3906 (2016).
- The Development of Chiral Phase Chromatography in Connection with the Enantioselective Synthesis of β-Amino Acids", Isr. J. Chem., 57, 896-912 (2017).
- "Determination of Enantioselectivities by Means of Chiral Stationary Phase HPLC in Order to Identify Effective Proline-Derived Organocatalysts", J. Brazilian Chem. Soc., 29, 896-915 (2018).
- "Recent Applications of Mechanochemistry in Enantioselective Synthesis", Tetrahedron Lett. Digest, 60, 1749-1757 (2019).
- "Dendrimeric α,β-Dipeptidic Conjugates as Organocatalysts in Asymmetric Michael Addition Reaction", Monatsch. Chem., 150, 777-788 (2019).
- "Synthesis of a New Chiral Organocatalyst Derived from (S)-Proline Containing a 1,2,4-Triazolyl Moiety", Tetrahedron Lett., 60, 151128 (2019).
- "Multifunctional Phosphoramide-(S)-prolinamide Derivatives as Efficient Organocatalysts in Asymmetric Aldol and Michael Reactions", New J. Chem., 43, 5455-5465 (2019).
- “Dual Mechanoenzymatic Kinetic Resolution of (±)-Ketorolac", ChemCatChem, 12, 1782-1788 (2020).
- "Mechanochemically Activated Liebeskind-Srogl (L-S) Cross-Coupling Reaction: Green Synthesis of meso-Substituted BODIPYs", Organometallics, 39, 2561-2564 (2020).
- "De la Estructura Atómica a la Quiralidad. Algunos Conceptos de la Química", Colección Opúsculos de El Colegio Nacional: México ISBN: 978-607-724-392-2.
- "Mechanochemical and Mechanoenzymatic Synthesis of Pharmacologically Active Compounds: A Green Perspective", ACS Sustainable Chemistry & Engineering, 8, 8881-8893 (2020).
- “Recent developments in next generation (S)-proline-derived chiral organocatalysts”, Tetrahedron, 88, 132143 (2021).
- “Mechanoenzymology: State of the Art and Challenges towards Highly Sustainable Biocatalysis”, ChemSusChem, 14, 2682-2688 (2021).